# Gustav Karpeles

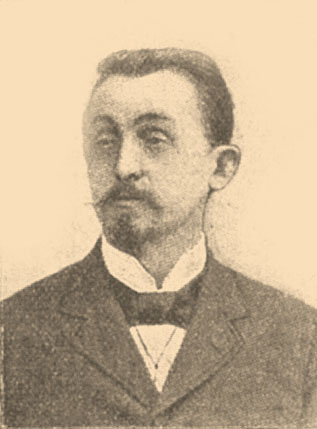
Gustav Karpeles (vor 1906)

Gustav Karpeles (geb. 11. November 1848 in Eiwanowitz in der Hanna, Mähren; gest. 21. Juli 1909 in Nauheim) war ein Literaturhistoriker, Schriftsteller, Kritiker und jüdischer Publizist.
Er schrieb mehrere Bücher über Heinrich Heine und gab 1885 die populäre Geschichte der jüdischen Literatur heraus.

## Leben
Gustav Karpeles stammte aus einer Rabbinerfamilie, sein Vater war der Rabbiner Elias Karpeles (1822–1889), seine  Großväter die mährischen Rabbiner Eleazar Karpeles und David Buchheim; die Reihe der Vorfahren beginnt mit seinen Urgroßvätern Moses Präger-Karpeles und Gerson Buchheim. Er besuchte in Nikolsburg und Olmütz das Gymnasium, immatrikulierte sich 1867 als Student der Theologie an der Universität Breslau, wandte sich aber sehr bald literarischen Studien zu. Nach dem Universitätsstudium ging Karpeles für ein Jahr nach London, kehrte nach Deutschland zurück und wurde 1870 in Berlin Mitgründer und, gemeinsam mit Samuel Enoch, Herausgeber des Wochenblatts Jüdische Presse. Seine Cousine war die Sängerin Sophie König. Von 1873 bis 1877 war er Feuilletonredakteur der Breslauer Zeitung und übernahm 1878 die Redaktion von Westermanns Monatsheften, die er bis 1883 leitete. Als Redakteur der populären Zeitschrift korrespondierte er auch mit Theodor Fontane, für dessen Werk er sich einsetzte. Von 1890 bis zu seinem Tod war er schließlich Redakteur und Herausgeber der Allgemeinen Zeitung des Judentums, die von 1837 bis 1922 existierte, herausgegeben von Ludwig Philippson, danach von Gustav Karpeles, Ludwig Geiger, Albert Katz; unter Karpeles' Ägide wurden ostjüdische Themen mit in die Zeitschrift hineingenommen und die Konzentration auf West- und Mittel-Europa beendet.
1893 war er Mitbegründer des Verbands der Vereine für jüdische Geschichte und Literatur (der Verband gab auch seit 1898 das Jahrbuch für jüdische Geschichte und Literatur heraus; von 1898 bis 1920 erschienen die Mitteilungen aus dem Verband der Vereine für jüdische Geschichte und Literatur in Deutschland).
Als Heine-Forscher publizierte er schon 1869 eine Biographie Heines, gab 1884 Heines Werke heraus und schrieb 1888 das Buch "Heinrich Heine und seine Zeitgenossen". Aber auch über Ludwig Börne und Nikolaus Lenau verfasste er biographische Arbeit und schrieb 1889 einen großen literarischen Essay über Friedrich Spielhagen.

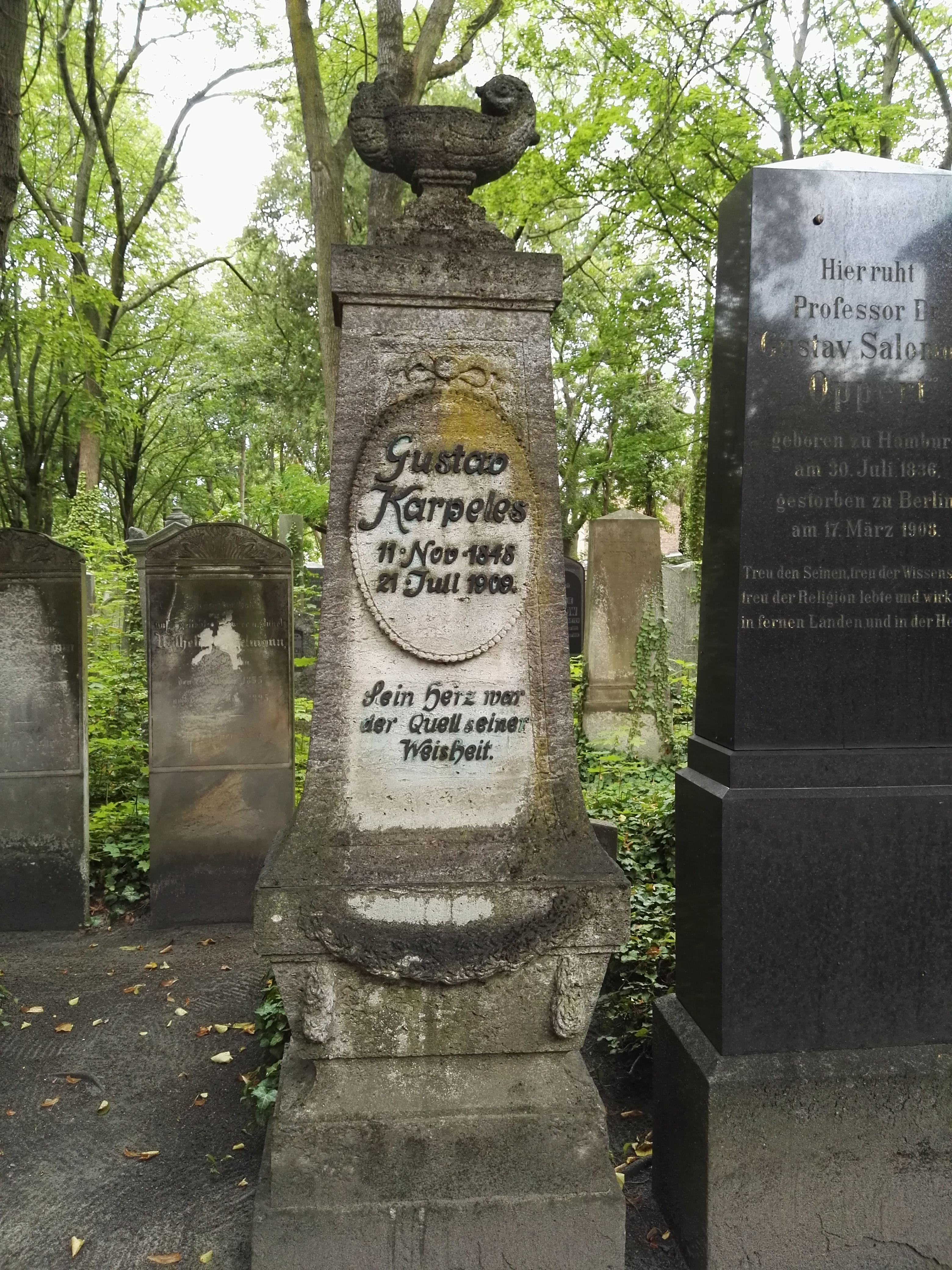
Grabstätte

Karpeles starb am 21. Juli 1909 in Bad Nauheim an einem Herzschlag. Sein Grab befindet sich auf dem Jüdischen Friedhof in Berlin-Weißensee. Der Grabstein wurde nach genau einem Jahr, also am 21. Juli 1910, über der Gruft enthüllt und enthält folgenden Denkspruch: „Sein Herz war der Quell seiner Weisheit.“

## Schriften (Auswahl)
- Heinrich Heine und das Judenthum. Bruno Heidenfeld, Breslau 1868.
- Heinrich Heine. Biographische Skizzen. Hausfreund-Expedition, Berlin 1869.
- Israel Hildesheimer. Eine biographische Skizze. J. Kauffmanns Verlagsbuchhandlung, Frankfurt am Main 1870, (anonym erschienen, Karpeles zugeschrieben); Digitalisat der 2. Auflage (im Jahr der Erstausgabe).
- Geschichte der jüdischen Literatur 2 Bände. Oppenheim, Berlin 1886, Digitalisat Bd. 1; Digitalisat Bd. 2.
- Heinrich Heine und seine Zeitgenossen. Lehmann, Berlin 1888, Digitalisat.
- Goethe in Polen. Ein Beitrag zur allgemeinen Litteraturgeschichte. Fontane, Berlin 1890, Digitalisat.
- Allgemeine Geschichte der Literatur von ihren Anfängen bis auf die Gegenwart. 2 Bände. Grote, Berlin 1891, Neue Ausgabe, fortgeführt bis Ende des 19. Jahrhunderts. 2 (in 3) Bände. Baumgaertel, Berlin 1901, Digitalisat Bd. 1; Digitalisat Bd. 2, 1; Digitalisat Bd. 2, 2.
- Heinrich Heine und Der Rabbi von Bacharach (= Collection des „Freien Blattes“. 3, ZDB-ID 2608186-6). Verlag des „Freien Blattes“, Wien 1895, Digitalisat.
- Heinrich Heine. Aus seinem Leben und aus seiner Zeit. Titze, Leipzig 1899, Digitalisat.